# Tadeusz Kahl
Tadeusz Juliusz Kahl, ps. Kowalski (ur. 22 maja 1907 w Warszawie, zm. 9 stycznia 1982 tamże) – polski elektryk, prezes Stowarzyszenia Elektryków Polskich (1959−1961), profesor i dziekan Wydziału Elektrycznego Politechniki Warszawskiej (1962−1964).

## Życiorys
Urodził się w rodzinie Stefana, inżyniera budownictwa, później przemysłowca, i Zofii ze Safftów. Ukończył Gimnazjum im. Mikołaja Reja w Warszawie (1925) i Wydział Elektryczny Politechniki Warszawskiej (dyplom inżyniera elektryka w 1930). 
Po studiach odbył służbę wojskową w Szkole Podchorążych Rezerwy Łączności w Zegrzu. W 1932 otrzymał stopień sierżanta podchorążego. Od tego roku pracował w referacie instalacji elektrycznych Szefostwa Budownictwa przy Dowództwie Okręgu Korpusu w Warszawie. W 1935 podjął pracę w referacie koncesyjnym Inspektoratu Elektrycznym Zarządu Miejskiego Warszawy. Od 1937 był inżynierem sieci i kierownikiem Działu Zmiany Napięcia Elektrowni Miejskiej. Od 1938 realizował opracowany przez siebie plan przejścia z napięcia sieci 3 x 120 V na napięcie 3 x 220 V bez wymiany kabli. Od 1932 był członkiem Stowarzyszenia Elektryków Polskich, w czerwcu 1939 wszedł do jego Zarządu Głównego. Działał także w Związku Polskich Inżynierów Elektryków do jego scalenia z SEP, min. piastował funkcję jego skarbnika (1938–1939).
W stopniu podporucznika uczestniczył w wojnie obronnej Polski, m.in. w bitwie pod Kutnem. W okresie okupacji pracował w Elektrowni Miejskiej, kończąc prace nad zmianą napięć w sieci średnich (z 5 na 15 kV) i wysokich napięć. Jako działacz SEP w konspiracji odpowiadał za warszawski węzeł sieciowy w opracowywanym Programie elektryfikacji kraju. Od 1942 służył w Wojskowej Służby Ochrony Powstania pod pseudonimem Kowalski. Walczył w powstaniu warszawskim jako zastępca dowódcy zgrupowania „Elektrownia”. Awansowany do stopnia porucznika. Po powstaniu przebywał w obozie jenieckim. Po uwolnieniu z niego wykładał elektrotechnikę ogólną i urządzenia elektryczne na Kursach Mechaników Samochodowych dla żołnierzy 1 Samodzielnej Brygady Spadochronowej w Bramsche.
W czerwcu 1946 powrócił do Warszawy i podjął pracę w Dyrekcji Odbudowy. Projektował instalacje elektryczne i nadzorował ich wykonanie m.in. w Domu Partii i siedzibie Państwowej Komisji Planowania Gospodarczego. Od 1946 do 1947 zasiadał w Tymczasowym Zarządzie Głównym SEP. Ponownie znalazł się w ZG SEP po październiku 1956. W zarządzie przewodniczył Centralnym Komisjom: Odczytowej, Norm i Przepisów Elektrycznych oraz Historycznej. Od 1959 do 1961 był prezesem SEP.
W 1947 został starszym asystentem w Katedrze Sieci Elektrycznych Politechniki Warszawskiej. W latach 1949–1951 prowadził wykłady z zakresu sieci elektrycznych w Wyższej Szkole Inżynierskiej im. H. Wawelberga i S. Rotwanda. Od 1949 był wykładowcą Politechniki Warszawskiej, gdzie prowadził zajęcia na temat urządzeń niskiego napięcia, instalacji elektrycznych, rozdzielni i sieci przemysłowych. W 1955 uzyskał tytuł docenta, w 1965 - profesora nadzwyczajnego. Od 1962 do 1970 pełnił funkcję kierownika Zakładu Sieci Elektrycznych, od 1962 do 1964 - dziekana Wydziału Elektrycznego, od 1970 do 1973 - dyrektora Instytutu Elektroenergetyki. Był także kierownikiem Studium Podyplomowego Automatyki i Urządzeń Elektrycznych. Wypromował 16 doktorów, był recenzentem 15 prac doktorskich i 11 habilitacyjnych. Jako wykładowca w latach 1949-1950 brał udział w opracowywaniu koncepcji elektrycznej sieci miejskiej Warszawy. Piastował funkcje członka prezydium Komitetu Elektrotechniki PAN, przewodniczącego jego Sekcji Sieci Elektrycznych, członka Rady Narodowej m.st. Warszawy (1965-1969), przewodniczącego Techniczno-Ekonomicznej Rady Naukowej przy prezydencie Miasta Warszawy (1961–1965), członka Rady Naukowej Instytutu Techniki Budowlanej (1962–1965).
Autor sześciu książek, m.in. podręcznika Sieci elektroenergetyczne (Wydawnictwa Naukowo-Techniczne, 1981), czterech skryptów i kilkudziesięciu artykułów naukowych. 
Zmarł na zawał serca z powodu nieudzielenia na czas opieki lekarskiej w związku z odcięciem telefonów w stanie wojennym. Jego grób znajduje się na cmentarzu ewangelicko-augsburskim w Warszawie przy ul. Młynarskiej (aleja 20, grób 5). 

## Ordery i odznaczenia
- Krzyż Oficerski Orderu Odrodzenia Polski
- Krzyż Kawalerski Orderu Odrodzenia Polski
- Krzyż Walecznych (1939)
- Srebrny Krzyż Zasługi z Mieczami (1944)
- Medal 10-lecia Polski Ludowej (19 stycznia 1955)[4]
- Złota Odznaka honorowa „Za Zasługi dla Warszawy”
- Złota Odznaka Honorowa SEP
- Złota Odznaka Honorowa NOT

## Upamiętnienie
Od 1995 jego imię nosi skwer przy ul. Wybrzeże Kościuszkowskie na warszawskim Powiślu.